# حنور أبيض الظهر

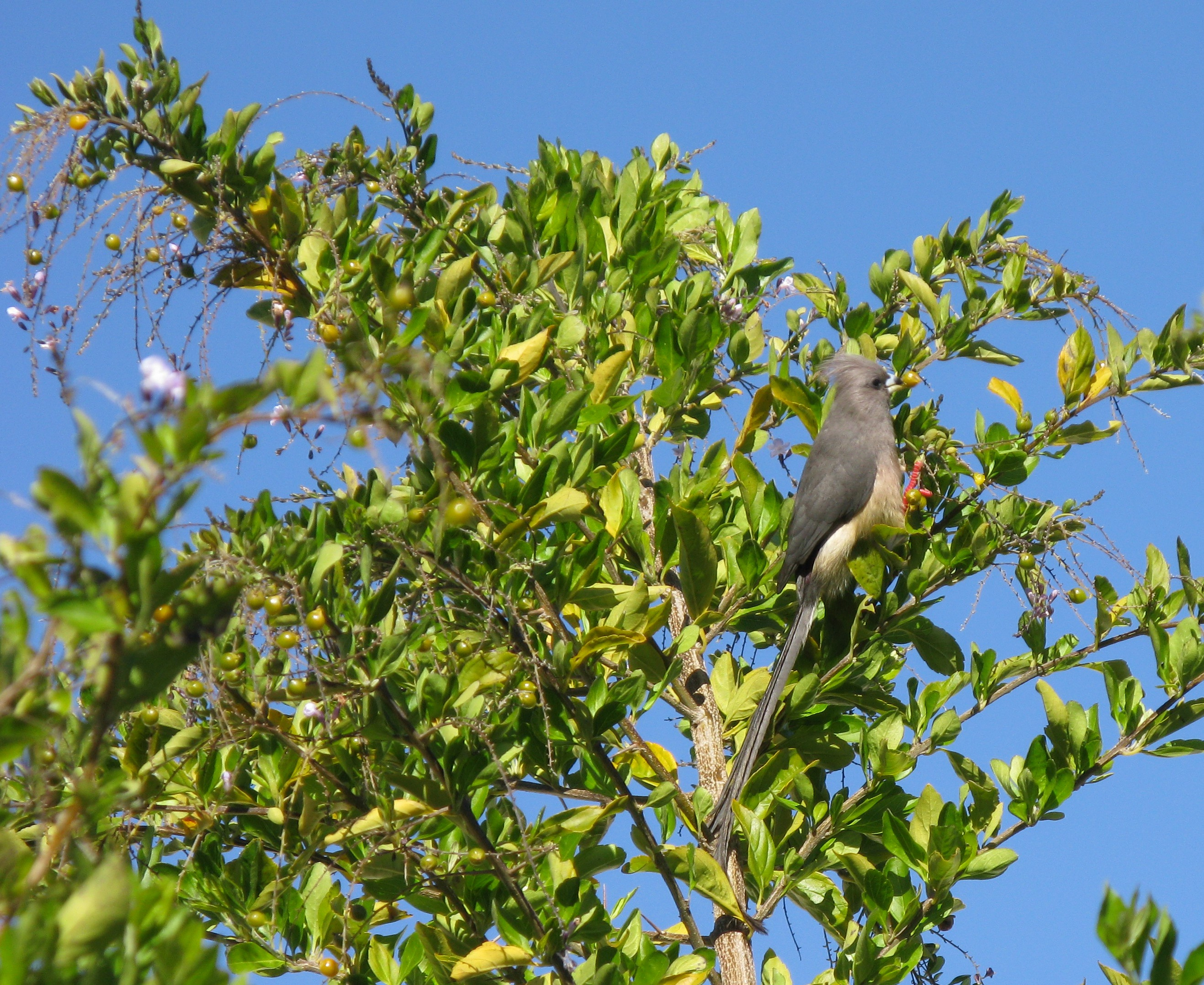
حنور أبيض الظهر يتغذى من نوع عليق

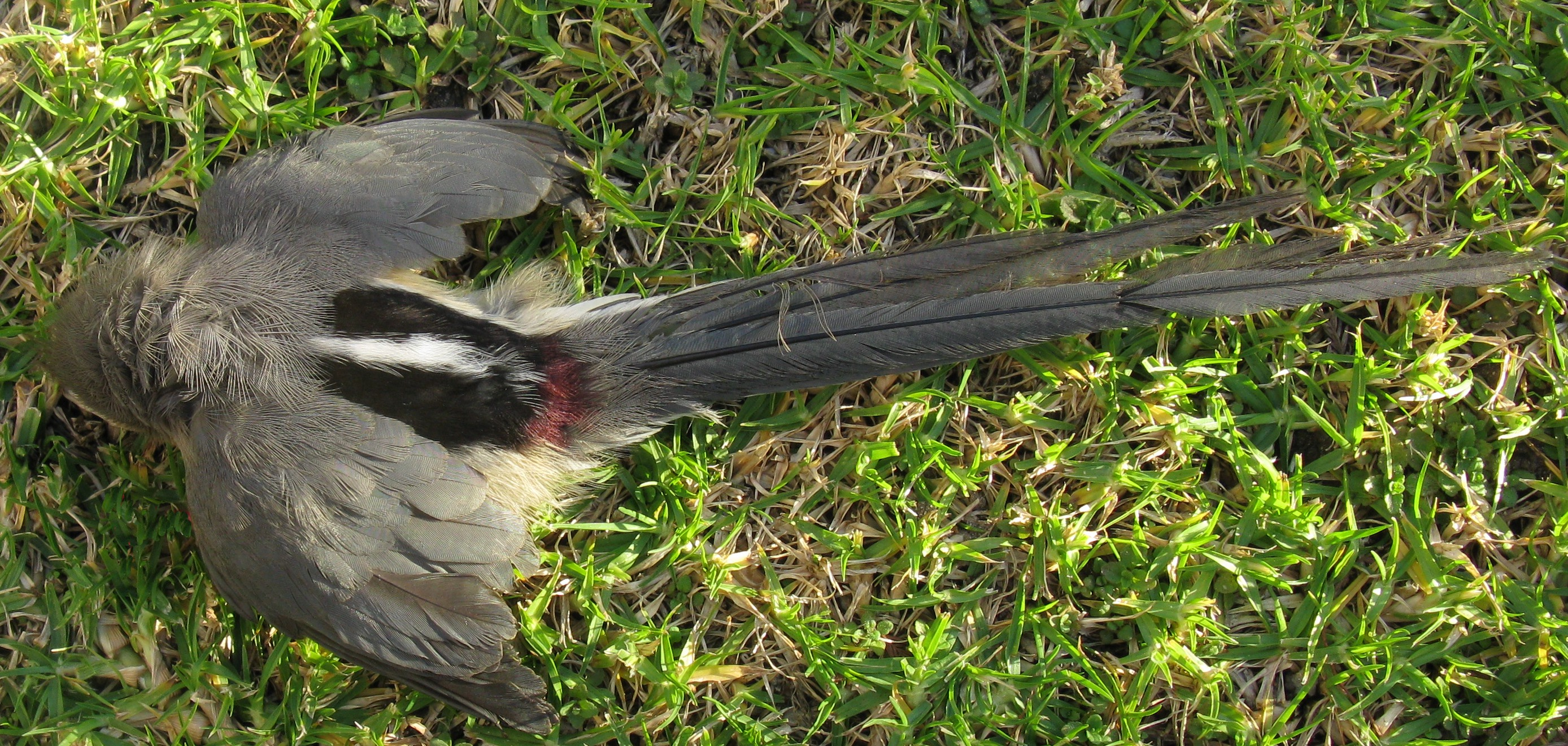
تفاصيل ريش حنور أبيض الظهر وقد مات

حِنَّوْر أبيض الظهر أو كولي أبيض الظهر (الاسم العلمي: Colius colius) (بالإنجليزية: White-backed Mousebird)‏ هو نوع من الطيور يتبع جنس الكولي من فصيلة الكوليات.